# 满洲候选人
《满洲候选人》（英語：The Manchurian Candidate）原是美国作家李察·康頓（Richard Condon）在1959年出版的政治惊悚小说。小说以朝鲜战争为背景，主人公被绑架后送到了满洲，所以取名为《满洲候选人》。该小说在1962年改编为电影。2004年翻拍，改以海湾战争为背景。
后来满洲候选人成为美国政治词汇，意思是“傀儡”、“受人操纵”、“被洗脑”的候选人。
2012年美国网站上出现了一个攻击正在参选总统的前美国驻华大使洪博培的政治广告。广告配着中国音乐，让洪博培穿上八路军军装，讽刺他的中国背景可能让他成为一个满洲候选人。人们原来怀疑这个广告的幕后人是罗恩·保罗议员，保罗议员的团体否认，还谴责这个广告。
2022年2月16日，时任澳大利亚总理莫里森於议会答询时，指责反对党澳大利亚工党前排议员理查德·马尔斯为满洲候选人，意即工党收到中国共产党支持。但同天随后收回了该说法。

## 改編電影
- 《谍网迷魂》（1962年）
- 《战略迷魂》（2004年）